# Абінськ
Абі́нськ (рос. Абинск) — місто в Росії, адміністративний центр Абінського району Краснодарського краю. Населення міста — 36,8 тис. осіб (2016). Місто і район складають єдину муніципальну одиницю.
Місто розташоване на Кубансько-Приазовській низовині, на річці Абін (ліва притока Кубані). Через місто проходить автотраса Краснодар — Анапа. Відстань до Краснодара — 80 км, до Кримська — 12 км. Залізнична станція Абінська розташована на дистанції Краснодар-1 — Кримськ.

## Історія
- II століття н. е. — в «Географії» Клавдія Птолємєя згадується місто Абун в середньому перебігу річки Абун. Ймовірно, населення міста складали меоти. Можлива прив'язка до городища на території кар'єру цегляного заводу міста Абінська.
- Адизький (шапсузький) аул Абін був виселений в 1834. Населення було депортоване в Туреччину. У тому ж році було побудовано Абінську фортецю.

## Економіка
- Харчова промисловість: консервний завод, винзавод, харчокомбінат, маслозавод
- Деревообробний комбінат
- Виробництво будматеріалів

У районі — вирощування зернових (головним чином риса), скотарство, птахівництво (зокрема страуси); видобуток нафти, родовища ртуті.

## Дивись також
- Конка станиці Абінської